# Viy (história)

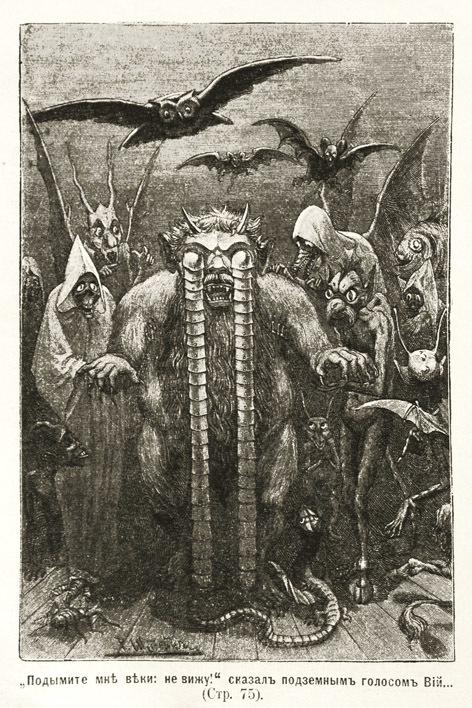
Ilustração para Viy por R.Shteyn (1901)

"Viy" (em russo:  Вий, IPA: [ˈvʲij]), também traduzido como "O Viy", é uma novela de horror do escritor Nikolai Gogol, primeiro publicada no segundo volume de sua coleção de contos intitulada Mirgorod (1835).
Viy é um personagem do submundo da demonologia eslava cujo olhar mata. Seus olhos geralmente são cobertos por enormes pálpebras e cílios  que ele não consegue levantar sem ajuda. Conhecido principalmente pela história homônima de N.V. Gogol. 

## Enredo
Alunos do Mosteiro de Bratsky, em Kiev, fazem uma pausa para as férias de verão. Os estudantes empobrecidos devem encontrar comida e alojamento ao longo de sua jornada para casa. Eles se desviam da estrada principal ao avistar uma fazenda, esperando que seus camponeses os forneçam.
Um grupo de três homens, o teólogo cleptomaníaco Khalyava, o alegre filósofo Khoma Brut e o retórico mais jovem Tiberiy Gorobets, atraídos por um alvo falso de campos de trigo que sugerem uma aldeia próxima, devem caminhar uma distância extra antes de finalmente chegar a uma fazenda com duas casas, à medida que a noite se aproximava. A velha relutantemente hospeda os três viajantes separadamente.

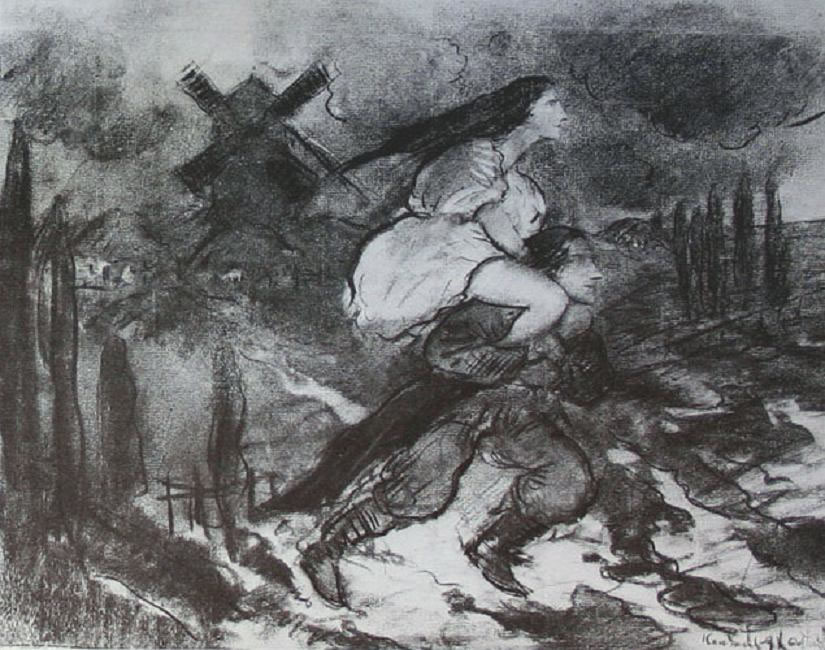
A bruxa cavalga Khoma. —Constantin Kousnetzoff, um estudo para sua ilustração em cor na edição francesa de Viy (1930)

À noite, a mulher chama Khoma e começa a agarrá-lo. Este não é um abraço amoroso; a mulher de olhos brilhantes pula em suas costas e o monta como um cavalo. Quando ela o chicoteia com uma vassoura, suas pernas começam a se mover além de seu controle. Ele vê a floresta negra se abrir diante deles e percebe que ela é uma bruxa (em russo:  ведьма, ved'ma). Ele está estranhamente se imaginando galopando sobre a superfície de um espelho de vidro como o mar: ele vê seu próprio reflexo nele, e a grama cresce embaixo; ele testemunha uma ninfa aquática sensualmente nua (rusalka).
Ao entoar orações e exorcismos, ele desacelera e sua visão volta a ver grama comum. Ele agora joga fora a bruxa e cavalga nas costas dela. Ele pega um pedaço de tora e bate nela. A mulher mais velha desmaia e se transforma em uma linda garota com "cílios longos e pontudos".
Mais tarde, circula rumores de que a filha de um chefe cossaco (sotnik) foi encontrada rastejando para casa, espancada à beira da morte, seu último desejo era que Khoma, o seminarista, viesse orar por ela em seu leito de morte e por três noites consecutivas após sua morte.
Khoma fica sabendo disso pelo reitor do seminário, que ordena que ele vá. Khoma quer fugir, mas o reitor subornado está aliado aos capangas cossacos, que já estão esperando com a carroça kibitka para transportá-lo.
Na comunidade cossaca
O chefe cossaco Yavtukh (apelidado de Kovtun) explica que sua filha faleceu antes de terminar de revelar como conheceu Khoma; de qualquer forma, ele jura uma terrível vingança contra o assassino dela. Khoma se torna solidário e jura cumprir seu dever (esperando uma bela recompensa), mas a filha morta do chefe acaba sendo a bruxa que ele espancou mortalmente.
Os cossacos começam a contar histórias sobre camaradas, revelando todo tipo de façanhas terríveis da filha do chefe, que eles sabem ser uma bruxa. Um camarada ficou encantado com ela, montado como um cavalo e não sobreviveu por muito tempo; outro teve o sangue de seu filho bebê sugado pela garganta e sua esposa morta pela bruxa necrótica azul que rosnava como um cachorro. Seguem-se episódios inesgotáveis sobre a filha-bruxa.
Na primeira noite, Khoma é escoltado até a igreja sombria para fazer vigília sozinho com o corpo da garota. Assustado, Khoma desenha um círculo mágico de proteção ao seu redor, e ela não consegue cruzar a linha. Ela fica cadavéricamente azul e entra novamente em seu caixão, fazendo-o voar descontroladamente, mas a barreira se mantém até o galo cantar.
Na noite seguinte, ele desenha o círculo mágico novamente e recita uma oração, que o torna invisível, e ela é vista arranhando o espaço vazio. A bruxa convoca demônios e monstros alados e invisíveis, que batem, chocalham e gritam nas janelas e portas do lado de fora, tentando entrar. Ele resiste até o galo cantar. Ele é trazido de volta e as pessoas notam que metade de seu cabelo ficou grisalho.
A tentativa de fuga de Khoma para as amoreiras falha. A terceira e mais terrível noite, os "poderes impuros" alados (em russo:  нечистая сила, nechistaya sila) estão todos correndo audivelmente ao seu redor, e o cadáver da bruxa chama esses espíritos para trazer o Viy, aquele que pode ver tudo. O Viy atarracado é peludo com rosto de ferro, todo salpicado de terra preta, seus membros como raízes fibrosas. O Viy ordena que suas pálpebras pendentes que chegam ao chão sejam levantadas para que ele possa ver. Khoma, apesar de seu instinto de alerta, não resiste à tentação de assistir. O Viy é capaz de ver o paradeiro de Khoma, todos os espíritos atacam e Khoma cai morto. O galo canta, mas já é o segundo canto da manhã, e os "gnomos" que não conseguem fugir ficam presos para sempre na igreja, que acaba ficando coberta de mato e árvores.
A história termina com os dois amigos de Khoma comentando sobre sua morte e como foi sua sorte na vida morrer dessa forma, concordando que se tivesse coragem, ele teria sobrevivido.

## Análise
Os estudiosos que tentam identificar elementos da tradição folclórica representam talvez o maior grupo.
Outros procuram reconstruir como Gogol pode ter reunido as peças de (traduções russas de) obras literárias europeias. Há também um contingente de interpretação religiosa presente, mas também um número considerável de estudiosos investigando a interpretação baseada na psicologia, freudiana e junguiana.